# Композиція відношення
Нехай A={a1,a2,a3}, B={b1,b2}, R={(a1,b1),(a2,b2),(a3,b1)}.
Застосовуючи природну нумерацію рядків та стовбців, отримуємо:
MR=
{\displaystyle {\begin{bmatrix}1&0\\0&1\\1&0\end{bmatrix}}},
MR−1=
{\displaystyle {\begin{bmatrix}1&0&1\\0&1&0\end{bmatrix}}},
Тобто R-1={(b1,a1),(b2,a2),(b1,a3)}.
Композиція відношень: визначається для відношень R:A→B та S:B→C,як відношення R о S:A→C, таке, що:
a(R о S)c рівносильно, що існує b, що належить B: aRb ^ bSc.
Зауважимо, що для запису композиції функції зручним та загальноприйнятим є зворотний запис, що виглядає так:
((g о f(x))=g(f(x))),
однак для композиції відношень часто використовують як прямий, так і зворотній запис.
Для скінченних множин А, В та С з невеликою кількістю елементів композицію відношень зручно обчислювати за допомогою стрілкових діаграм.

## Властивості
- Ядро відношення R симетрично:

a (R о R−1) b рівносильно існує c: (a R c) ^ (c R−1 b) рівносильно існує c: (b R c) ^ (c R−1 a) рівносильно b (R о R−1 ) a
- (R−1)-1 = R

- (R о S) о T = R о (S о T)

- (R о S)−1 = (S −1) о (R −1)

- (R U S)−1 = (R−1) U (S−1)

- (R U S) −1 = (R−1) U (S−1)

Слід зазначити, що операція композиції відношень може бути і невизначеною, якщо в
множині B для заданих елементів а із A та c із C не існує відповідного елемента b. Але якщо
А = В = С, то ця операція завжди визначена. 
Нехай R –  відношення на множині A.  Ступенем відношення R на
множині A є його композиція із самим собою. Позначається: 
Rn = R◦…(n разів)… ◦R. 
Відповідно, R0 = I, R1 = R,
R2 = R◦R і взагалі Rn = Rn-1◦R. 
Якщо R, R1, R2 – бінарні відношення, задані на множині A, то:
- (R1∪R2) ◦R = R1◦R ∪ R2◦R; R1⊆R2 ⇒ R1◦R ⊆ R2◦R.
- (R−1)−1 = R; R⊆R1 ⇒ R−1⊆R1−1.
- (R1◦R2)−1 = (R2−1) ◦ (R1−1).
- (R1∩R2)−1 = (R1−1) ∩ (R2−1).
- (R◦R1) ◦ R2 = R ◦ (R1◦R2).

Доведення. 
а) Якщо (a, b)∈(R1∪R2) ◦ R, то існує елемент c∈A такий, що (a, с)∈R1∪R2 і
с, b)∈R.  Значить, (a, с)∈R1 або (a, с)∈R2 і (с, b)∈R.  Звідси маємо,  що (a, b)∈R1◦R або
a, b)∈R2◦R, тобто (a, b)∈R1◦R ∪ R2◦R.
Обернене включення доводиться аналогічно. 
Друга частина твердження випливає з того, що коли R1⊆R2, то R1∪R2 = R2, звідки маємо(в силу вище доведеного), що (R1∪R2) ◦R = R1◦R ∪ R2◦R = R2◦R, тобто R1◦R ⊆ R2◦R. 
б) (a, b)∈R−1 ⇔ (b, a)∈(R−1)−1 ⇔ (b, a)∈R. Звідки випливає, що (R−1)−1 = R. 
Для доведення другої частини зауважимо,  що (a, b)∈R ⇔ (b, a)∈R−1, (a, b)∈R ⇒(a, b)∈R1 ⇒ (b, a)∈R−1 ⇒ (b, ∈R1−1, тобто R−1⊆R1−1. 
в) (a, b)∈(R1◦R2)−1 ⇔ (b, a)∈(R1◦R2) ⇒ (∃c∈A | (b, c)∈R1 і (c, )∈R2). Але тоді (c, b)∈R1−1 і(a, c)∈R2−1 ⇒ (a, b)∈(R2−1◦R1−1), тобто
R1◦R2)−1⊆ (R2−1) ◦ (R1−1).
Обернене включення доводиться аналогічно. 
г) (a, b)∈(R1∩R2)−1 ⇔(b, a)∈R1∩R2 ⇔ (b, a)∈R1 і (b, a)∈R2 ⇔ (a,b)∈R1−1 і (a, b)∈R2−1, тобто (R1∩R2)−1 = (R1−1)∩(R2−1). 
д) Нехай (a, d)∈(R◦R1) ◦ R2, тоді існує c∈A такий, що (a, c)∈R◦R1 і (c, d)∈R2.
Отже існує такий b, що (a, b)∈R, (b, c)∈R1 і (c, d)∈R2, а це означає, що (b, d)∈R1◦R2 і 
a,d)∈R◦(R1◦R2), тобто(R◦R1)◦R2 ⊆ R◦(R1◦R2). 
Обернене включення доводиться аналогічно.